# Campo volcánico Puyuhuapi
El campo volcánico Puyuhuapi es un grupo volcánico de conos de ceniza ubicado en la cabecera del canal Puyuhuapi, en la Región de Aysén del General Carlos Ibáñez del Campo en Chile.

## Geología
Puyuhuapi es uno de los volcanes del segmento sur de la Zona Volcánica Sur de los Andes, que incluye una serie de estratovolcanes. Al sur de este segmento austral, una brecha sin actividad volcánica separa la Zona Volcánica Sur de la Zona Volcánica Austral. Ambas zonas volcánicas se producen por la subducción de la Placa de Nazca debajo de la Placa Sudamericana, que se produce a un ritmo de 7,3 cm/año.
El campo volcánico se extiende desde el lado occidental del canal hacia el norte sobre la cabecera del canal en dirección al lago Risopatrón, con un cono aislado en el lado oriental del canal. El poblado de Puyuhuapi se ubica aproximadamente a la mitad del campo. Los conos del lado oeste son un grupo separado de los del norte y están asociados a dos fisuras volcánicas diferentes, pero ambas están asociadas a la zona de falla Liquiñe-Ofqui. El zócalo sobre el cual está construido el campo está formado por rocas del Batolito Patagónico.
El campo está formado por conos de ceniza, mientras que el centro aislado está formado por un flujo de lava alimentado por fisuras. El cono más al sur es también el más grande, con un diámetro de 1 250 m, y cuenta con un cono secundario de 59 m de alto, anidado dentro de su cráter, que tiene 700 m de ancho. Las fisuras de la erupción también generaron coladas de lava; los conos se formaron posteriormente sobre las fisuras. En el extremo norte del canal Puyuhuapi, las erupciones rellenaron parte del canal y separaron el mismo del lago Risopatrón, actividad que puede haber sido de naturaleza freatomagmática. Dos edificios volcánicos tienen un volumen de 1,1 y 0,1 km cúbicos, respectivamente.
Los conos fueron construidos con andesita basáltica,  que contiene clinopiroxeno, olivino y plagioclasa. La primitiva composición petrológicamente sugiere que fueron construidos a partir de magmas primitivos derivados de la astenosfera que alcanzaron la superficie directamente, a través del sistema de fallas Liquiñe-Ofqui. El entorno tectónico de la falla puede impedir el ascenso del magma, razón por la cual los volcanes son de una baja altitud.
Los conos pueden ser extremadamente jóvenes. Una erupción con un volumen de unos 0,5 km cúbicos pudo haber ocurrido hace aproximadamente 9 mil años según la estratigrafía, aunque la fecha es bastante incierta. Los fenómenos de isostasia glacial al final de la última glaciación pudieron haber desencadenado el ascenso del magma y, por tanto, las erupciones. Actualmente, hay un grupo de actividad sísmica cerca del grupo volcánico. El agua cálida emerge en forma de fuentes termales en las termas de Puyuhuapi.